# Fliseryds distrikt
Fliseryds distrikt är ett distrikt i Mönsterås kommun och Kalmar län. 
Distriktet ligger i nordvästra delen av kommunen. 

## Tidigare administrativ tillhörighet
Distriktet inrättades 2016 och utgörs av socknen Fliseryd i Mönsterås kommun.
Området motsvarar den omfattning Fliseryds församling hade 1999/2000.